# لوسيانا
لوسيانا (بالإيطالية: Lusiana)‏ هي مدينة صغيرة في مقاطعة فشنزة بمنطقة فنيتة في بلدية لوسيانا كونكو، شمال إيطاليا.